# Franciszek Bronikowski
Franciszek Jan Bronikowski, född 25 februari 1907 i Bydgoszcz, död 1 december 1964 i Milanówek, var en polsk roddare.
Bronikowski blev olympisk bronsmedaljör i fyra med styrman vid sommarspelen 1928 i Amsterdam.